# Madhva
Madhva ou Madhvācārya (1238-1317 ou 1199-1278), également appelé Anandatirtha, Anandagiri ou Anandajnana, est un philosophe hindou, fondateur du système Dvaita qui est une des trois principales écoles du Vedānta, école qui reconnaît la dualité. Celle-ci appartient à la tradition philosophique astika, qui reconnaît l'autorité des Vedas. On attribue à Madhva la composition de trente-sept ouvrages dont la plupart sont des commentaires sur les textes de bases du Vedānta, le Mahābhārata et le Bhāgavata Purāṇa.

## Sa vie
Il serait né dans l'actuel district d'Udipi dans l'État du Karnataka en Inde du sud. Ses parents étaient des brahmanes adorateurs de Vishnu. Très tôt, il devient un samnyâsin. Il se met à parcourir l'Inde du sud comme du nord afin de transmettre sa théologie et de faire des disciples. Haridwar est une ville où il aurait vécu.

## Sa doctrine
Le Brahman (l'Âme universelle, l'Absolu, le Divin), la matière (monde des phénomènes, la Nature) et les âmes (individuelles, qui se réincarnent depuis toujours) constituent les trois réalités majeures dans le système philosophique de Madhva. Ces trois réalités sont distinctes, mais seul le Brahman est indépendant par rapport aux deux autres réalités qui entretiennent entre elles des relations de dépendance (la matière et l'âme individuelle sont interdépendantes l'une de l'autre, seul le Brahman est autonome et les transcende) . Ceci constitue la base du dualisme dans ce système philosophique lié au Vedanta.
Etant Vaishnava, Madhva considère Vishnou comme supérieur à Shiva et les autres déités de l'hindouisme, mais n'était pas en conflit avec les shivaïtes. Pour lui, la personne suprême Vishnou, appelé parfois nārāyaṇa ou Hari, est semblable à Brahman, c'est-à-dire Dieu ou la réalité absolue. Le dualisme de la philosophie de Madhva s'oppose ainsi à l'Advaita Vedānta de Shankara qui affirme l'identité absolue du Brahman (Ici Conscience ou Soi absolu) et de l'Atman (Âme ou pure conscience d'être) qui pour Madhva est synonyme de Jiva (Individualité ou soi individualisé) ou simplement du terme « âme ».
Au centre de sa religion est la bhakti selon la tendance dominante de l'époque, mais chez Madhva cet amour est tourné vers Krishna. Cette bhakti a sa propre fin dans la vie présente et le fidèle peut en recueillir le fruit qui est la félicité, la délivrance. Ainsi, les mystiques sont susceptibles de connaître dès la vie présente ce qui leur est promis dans l'au-delà.

## Œuvres principales
- Tattvasamkhyana
- Dvadasha stotra (Texte composé en douze adhyayas).
- Kanduka Stuti.
- Krishnamrita Maharnava (Anthologie en 242 vers).
- Krishna Jayanti Nirnaya.
- Narasimha Nakha Stuti (Courte eulogie).
- Sadachara Smriti

- Tantra Sara Sangraha.
- Yamaka Bharata (Poème en 81 vers).
- Yati Pranava Kalpa